# Galweozaur
Galweozaur (Galveosaurus herreroi, syn. Galvesaurus herreroi) – duży zauropod o niepewnej pozycji systematycznej, zaliczany przez niektórych naukowców do grupy turiazaurów (Turiasauria) a przez innych uważany na bazalnego przedstawiciela kladu Macronaria nienależącego do Titanosauriformes. Jego nazwa znaczy "jaszczur z Galve" (od nazwy miejscowości, w pobliżu której znaleziono jego szczątki).
Żył na przełomie jury i kredy (ok. 150-140 mln lat temu) na terenach współczesnej Europy. Długość ciała ok. 16 m, wysokość ok. 4 m, masa ok. 8-9 t. Jego szczątki znaleziono w Hiszpanii (w prowincji Teruel).